# Skjærhalden
59°1′32″N 11°2′9″Ø / 59.02556°N 11.03583°Ø
Skjærhalden (uofficielle navne: Skjærhallen, Skjærhollen) er en  by på Kirkøy i Hvaler kommune i Viken fylke i Norge, med  666 indbyggere per 1. januar 2011. Byen er administrationscenter for Hvaler kommune.
Om sommeren er Skjærhalden et populært feriested. I julen, til påske og flere gange om sommeren går der færge til Strömstad med færgen Vesleø II.
I Skjærhalden blev der i 2000 rejst en buste af den kendte norsk-canadier Henry A. Larsen, som voksede op på naboøen Herføl.